# 배틀코믹스
배틀코믹스는 주식회사 배틀엔터테인먼트에서 운영하고 있는 대한민국의 게임 전문 웹툰 서비스이다. 다양한 게임 웹툰을 유, 무료로 감상할 수 있다.
한때 프로게임단을 운영하였는데, 현재는 샌드박스로 인수된 상태이다.